# Forte Gagron
Il Forte Gagron (hindi/rajasthani: गागरोन का किला) si trova nel distretto di Jhalawar del Rajasthan, nella regione Hadoti dell'India. Si tratta di un esempio di forte di collina e d'acqua.

## Conservazione
Sei forti del Rajasthan, Forte Amber, Forte Chittor, Forte Gagron, Forte di Jaisalmer, Forte Kumbhalgarh e Forte Ranthambore, sono stati inseriti tra i patrimoni dell'umanità dell'UNESCO nel corso della 37ª sessione del World Heritage Committee tenuta a Phnom Penh nel giugno 2013. Essi sono stati riconosciuti patrimonio culturale e un esempio dell'architettura militare Rajput.